# グッビオ
グッビオ（伊: Gubbio）は、イタリア共和国ウンブリア州ペルージャ県にある、人口約30,000人の基礎自治体（コムーネ）。

## 概要
グッビオはペルージャの北東、インジノ山の斜面に位置する。
中生代末の大量絶滅に関し、1977年にこの地域近傍で見られる「魚粘土」と呼ばれる地層の中から高濃度のイリジウムを含む粘土層（K-T境界）がウォルター・アルヴァレスにより発見され、隕石落下を原因とする仮説が提唱されるきっかけとなったことでも知られる。経緯およびこの説の詳細については、K-T境界およびチクシュルーブ・クレーターの項を参照されたい。
古代においてグッビオはウンブリアの中心都市であり、ラテン語ではイグウィウム(Iguvium)、中世ラテン語ではエウグビウム(Eugubium)と呼ばれた。中世では重要な都市であり、1387年にはウルビーノ公国のモンテフェルトロ家支配下にはいった。この時代のグッビオはマヨリカ焼きの主要な産地として知られた。1624年からは教皇領となった。
数多くの歴史的な石造建築物が残る。もっとも有名なものとして1332-1346年に建てられたゴシック建築の建物であるコンソリ宮 (Palazzo dei Consoli) がある。
毎年5月15日には町の守護聖人である聖ウバルド (Ubald) の祭りである「ろうそく祭り」 (Festa dei Ceri) が開かれる。
冬場、街に面したインジノ山の山腹に電飾を使って描かれるクリスマスツリー (Mount Ingino Christmas Tree) は、高さは約650メートル、幅は350メートルの大きさで、2021年現在、ギネスブックに世界最大のクリスマスツリーとして登録されている。
小惑星(4860) Gubbioはグッビオに因んで命名された。

## 地理

### 位置・広がり

#### 隣接コムーネ
隣接するコムーネは以下の通り。括弧内のPUはペーザロ・エ・ウルビーノ県所属を示す。
- カーリ（PU）
- カンティアーノ（PU）
- コスタッチャーロ
- フォッサート・ディ・ヴィーコ
- グアルド・タディーノ
- ペルージャ
- ピエトラルンガ
- スケッジャ・エ・パシェルーポ
- シジッロ
- ウンベルティデ
- ヴァルファッブリカ

### 気候分類・地震分類
グッビオにおけるイタリアの気候分類 (it) および度日は、zona E, 2357 GGである。
また、イタリアの地震リスク階級 (it) では、zona 2 (sismicità media) に分類される。

## 行政

### 分離集落
グッビオには、以下の分離集落（フラツィオーネ）がある。
- Belardello, Bellugello, Belvedere, Birello, Biscina, Borgo Torre, Branca, Caibelli, Caicambiucci, Caimariotti, Caisabatini, Camporeggiano, Canalecce, Carbonesca, Carestello, Carpiano, Casacce, Casamorcia, Casanova di Torre, Case Colle, Case Fontarcano, Case Mocaiana, Case Monteleto, Case Santa Maria Maddalena, Case Sant'Erasmo, Case Vignoli, Cima San Benedetto, Cipolleto, Colombara, Colonnata, Colpalombo, Corraduccio, Decima, Febino Casacce, Ferratelle, Fontanelle, Fonte Cese, Fonte della Salsa, Ghigiano, Goregge, Intonacato Basso, Lastreto, Le Trosciacce, Loreto Basso, Madonna del Ponte, Mengara, Mocaiana, Molino di Camporeggiano, Montanaldo, Monteleto, Montelovesco, Monteluiano, Morena, Murcie, Nerbisci, Nogna, Padule, Padule - San Marco, Palazzaccio, Petazzano, Petroia, Piaggiola, Pian Grande, Piccola Piaggiola, Pieve di Agnano, Pisciano, Ponte D'Assi, Raggio, Raggioli, Ritirata, Salia, Salia Parrocchia, San Bartolo, San Bartolomeo, San Bartolomeo di Burano, San Benedetto Vecchio, Santa Maria di Burano, San Cristoforo Basso, San Marco, San Martino in Colle, Santa Cristina, Santa Margherita di Burano, Sant'Ubaldo, San Vittorino, Scritto, Semonte, Semonte Castello, Serrabrunamonti, Sorbo, Spaccio Monteluiano, Spada, Stazione di Camporeggiano, Stazione di Padule, Torre Calzolari, Torre dell'Olmo, Troppola, Valderchia, Valdichiascio, Vallingegno, Venata, Vignoli, Villamagna, Zangolo, Zappacenere

## スポーツ

### サッカー
プロサッカークラブであるASグッビオ1910の本拠である。2017-18シーズンはセリエC（3部リーグ）に属している。

## 姉妹都市
- タン、フランス
- Jessup、アメリカ合衆国
- サロン＝ド＝プロヴァンス、フランス
- ヴェルトハイム、ドイツ
- ハンティンドン、イギリス
- Godmanchester、イギリス
- リヴィナッロンゴ・デル・コル・ディ・ラーナ、イタリア
- サッサリ、イタリア